# Allisson Ricardo
Allisson Ricardo (født 30. januar 1988) er en brasiliansk fodboldspiller.